# Marvin Lambert
Marvin Lambert, noto anche con lo pseudonimo di Brain Damage (Last Chance, 14 dicembre 1977 – 18 ottobre 2012), è stato un wrestler statunitense.

## Biografia
Nato nel 1977 ha iniziato a lottare nel 2000 e si è ritirato ufficialmente il 7 ottobre 2011. Muore suicida il 18 ottobre 2012 all'età di 34 anni.

### Independent Wrestling Association Mid-South
Ha debuttato nel 2000 come wrestler nella Independent Wrestling Association Mid-South apparendo nella seconda serata del torneo "King of the Death Match" del 21 ottobre. Ha sconfitto il suo allenatore Toby Klein in un match singolo che non faceva parte del torneo. La sua successiva presenza è registrata nell'edizione del 2005 sempre del King of the Death Match non riuscendo a qualificarsi per il secondo turno, perdendo lo scontro con Mitch Page e Tank.
Nel 2006 ha iniziato a combattere per la IWA Mid-South. È stato in questa edizione che, insieme a Deranged, ha creato una coppia che ha gareggiato per il titolo di coppia il 20 gennaio del 2006. Dopo una serie di sconfitte in match singoli,  in coppia e un periodo di riposo Lambert è tornato a fine marzo sconfiggendo Corporal Robinson e Hardcore Craig. In seguito ha raggiunto una sconfitta e una vittoria fino al mese di giugno. Nello stesso mese ha partecipato al torneo "King of the Death Match" arrivando questa volta alla finale ma non riuscendo a vincere. Dopo un periodo di pausa, ritorna vincendo il IWA Mid-South Tag Team Championship con la sua coppia soprannominata Vulgar Display of Power e sconfiggendo Ian Rotten e Drake Wuertz.
A seguito di questo incontro, nel mese di ottobre Lambert annuncia il suo ritiro dal wrestling e lasciando vacante il titolo da lui conquistato. Nonostante questo egli è tornato qualche mese dopo e partecipò nuovamente al torneo "King of the Death Match" vincendo. Marvin non è apparso nuovamente fino al marzo 2008 quando la sua coppia partecipò ad un match e partecipando di nuovo al torneo vincendolo per il secondo anno di fila.

### Combat Zone Wrestling
Ha cominciato a gareggiare per la Combat Zone Wrestling (CZW) nel 2005 comparendo il 30 luglio a New Castle al CZW Tournament of Death perdendo alla semifinale e nuovamente l'anno successivo allo stesso evento perdendo nuovamente alla semifinale. Lambert ha iniziato a combattere a tempo pieno con la CZW nel 2007, soprattutto per match singoli vincendo il 15 settembre 2007 il CZW Ultraviolent Underground Championship perdendolo qualche mese dopo. È anche andato in competizione per la settima edizione del Tournament of Death arrivando alla finale. Nel 2008 è stato due volte campione del CZW Iron Man Championship, il primo conquistato il 12 gennaio 2008 e il secondo il 12 luglio dello stesso anno. All'inizio del 2009 ha iniziato la collaborazione anche in CZW con Deranged. L'ultimo suo match risale al luglio 2011 dove ha sconfitto Matt Tremont infatti qualche mese dopo annuncia il suo ritiro.

### Altre apparizioni
Nel 2004 ha lottato contro Deranged per il Independent Wrestling Revolution promotion di Detroit. Ha anche lottato in un torneo per la Chikara nel 2009.